# Mon père avait raison (téléfilm)
Pour les articles homonymes, voir Mon père avait raison (homonymie).
Pour plus de détails, voir Fiche technique et Distribution.
Mon père avait raison est un téléfilm français réalisé par Roger Vadim, diffusé pour la première fois en 1996.

## Synopsis
un père envoie son fils au pension et alors qu'il est divorcé par sa femme.

## Fiche technique
- Titre : Mon père avait raison
- Réalisation : Roger Vadim
- Scénario : d'après Mon père avait raison de Sacha Guitry
- Photographie : Pierre-William Glenn
- Musique : Jean-Marie Sénia
- Pays d'origine : France
- Date de première diffusion : 1996

## Distribution
- Claude Rich : Adolphe et Charles, à 50 ans
- Nicolas Vaude : Charles et Maurice, à 30 ans
- Marie-Christine Barrault : Germaine Bellanger
- Julien Bouanich : Maurice, enfant
- Nathalie Roussel : Loulou
- Jean Champion : Dr. Mourier
- Annie Savarin

## Lieux de tournage
- Villa Jurietti à Vichy (Allier)[1].